# Lechria delicatior
Lechria delicatior là một loài ruồi trong họ Limoniidae. Chúng phân bố ở miền Australasia.